# Dywersyfikacja
Dywersyfikacja – różnicowanie rodzaju działalności (asortymentu produkcji lub świadczonych usług), inwestycji i in., najczęściej w celu zmniejszenia ryzyka lub osiągania lepszych wyników. 

## Opis
Dywersyfikacja może dotyczyć:
- produktów i usług
- rynków zbytu
- technologii
- dostawców
- odbiorców
- źródeł finansowania
- bazy B+R
- struktury działalności (produkcji)
- inwestycji (portfel inwestycyjny)
- ryzyka

Rodzaje dywersyfikacji według Ansoffa:
- horyzontalna
- wertykalna
- koncentryczna
- konglomeratowa

Rodzaje dywersyfikacji według Wrigleya:
- pokrewna
- niepokrewna

## Inne informacje
Poprzez dywersyfikację nie tylko zmniejsza się prawdopodobieństwo straty, ale zmniejsza się również prawdopodobieństwo najwyższego zysku.
Badania wskazują, że dywersyfikacja działalności poprzez przejęcia nie jest korzystna dla właścicieli podmiotu przejmującego.